# Dórida

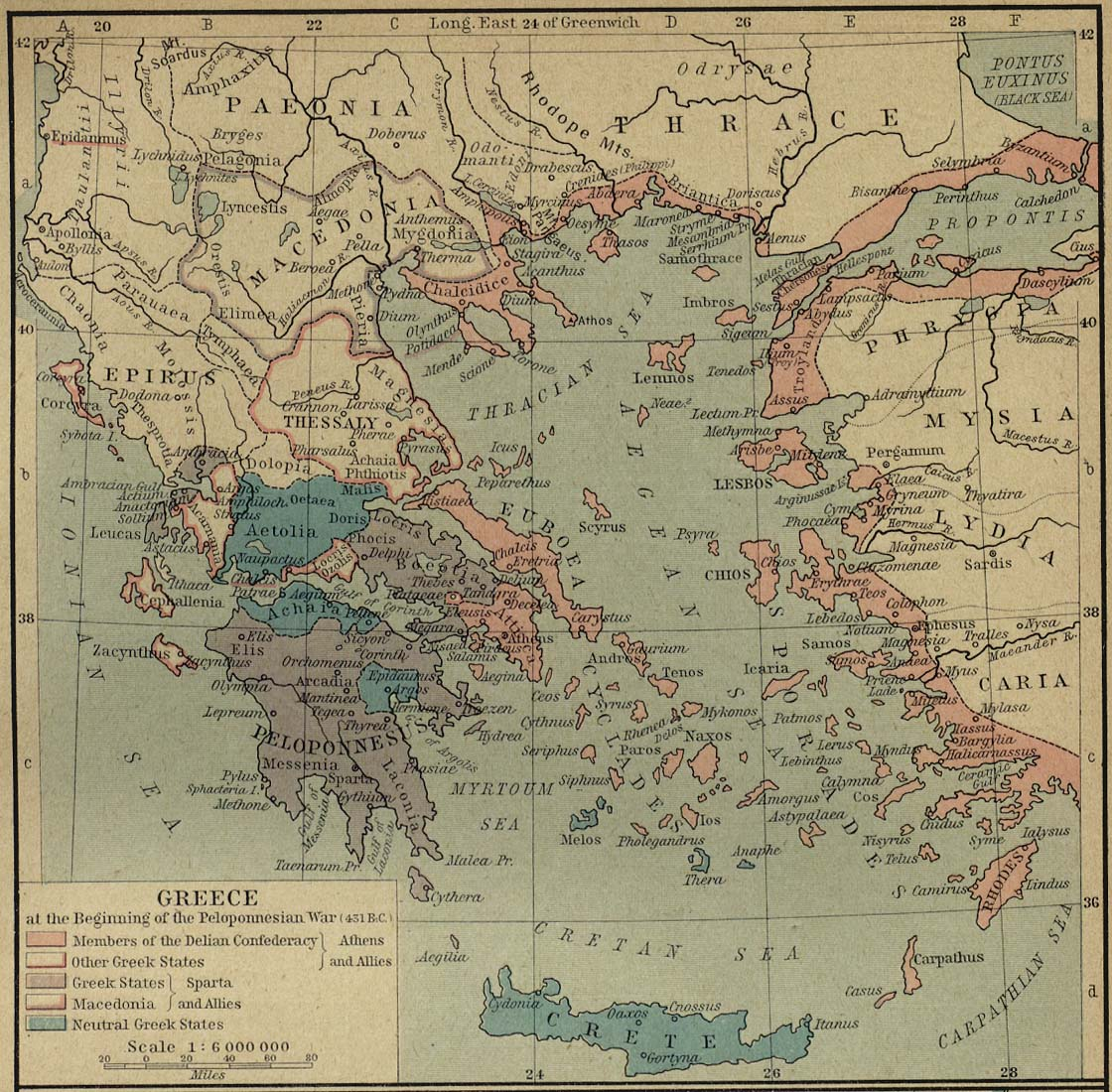
A Dórida localiza-se na área em azul, no centro e à esquerda.

A Dórida ou Dóride (em grego: Δωρίς; romaniz.: Dōrís; em grego moderno: Δωρίδα, transl. Dorída; etnônimo Δωριεύς, Dōrieús, pl. Δωριῆς ou Δωριεῖς, Dōriés ou Dōrieís, "dórios") é uma pequena região histórica montanhosa da Grécia Antiga, limitada pela Etólia, pelo sul da Tessália, pela Lócrida Ózola e pela Fócida, e é considerada a terra natal da tribo dos dórios. Situa-se geograficamente entre os montes Eta e Parnasso, e consiste do vale do rio Pindo (Πίνδος), um afluente do Cefiso conhecido atualmente como Apostoliá. Este vale abre-se rumo à Fócida; encontra-se, no entanto, mais alto do que o vale do Cefiso, elevando-se sobre as cidades de Drimas, Titrone e Anflicleia.

## Etimologia
Os dórios teriam supostamente herdado seu nome de Doro, filho de Heleno. De acordo com uma das tradições, Doro teria se estabelecido imediatamente no país que ficou conhecido posteriormente como Dórida; porém outras tradições os representam como mais difundidos nos tempos arcaicos. Heródoto relata que no tempo do rei Deucalião eles habitariam a região da Ftiótida, e que, no tempo de Doro, filho de Heleno, eles habitavam o país chamado de Histieótida, no pé dos montes Ossa e Olimpo; e que, expulsos de lá pelos cadmeus, passaram a viver no monte Pindo, onde fundaram a nação macedônia. De lá, migraram para Dríope, de onde passaram para o Peloponeso, quando já eram conhecidos como a raça dórica. Para esta afirmação Heródoto não tinha qualquer outra autoridade além da própria tradição, e portanto este não é visto atualmente como um relato histórico dos fatos. Na obra de Pseudo-Apolodoro, Doro é representado como tendo ocupado todo o país situado na costa oposta ao Peloponeso no golfo Coríntio, e, deu o nome dos habitantes locais em sua homenagem. Por esta descrição fica evidente que todo o país ao longo do litoral norte do golfo, que incluía a Etólia, a Fócida e a terra dos lócrios ózolas; de acordo com o lexicógrafo William Smith, esta lenda estaria mais de acordo com os fatos apresentados pelas evidências históricas, já que é impossível acreditar que os habitantes de um distrito tão insignificante quanto a Dórida propriamente dita pudessem conquistar quase todo o Peloponeso, e a história comum de que os dórios teriam cruzado a partir de Naupacto rumo à conquista estaria de acordo com a lenda de que eram os habitantes das margens norte do golfo.

## Geografia
A Dórida foi descrita por Heródoto como estando entre Mális e a Fócida, e como tendo apenas 30 estádios de largura - o que coincide quase que exatamente com a extensão do vale do Apostoliá em seu trecho mais amplo. No vale existem quatro cidades que formam a chamada tetrápole dórica, que são Erineu, Boio, Citínio e Pindo. Erineu, como a mais importante, parece também ter sido chamada de Dórion. Os dórios, no entanto, não se confinaram a estes limites estreitos, mas ocuparam outros pontos ao longo do monte Eta. Assim, Estrabão descreve os dórios da tetrápole como formando a maior parte da nação; e o Escoliasta de Píndaro fala de seis cidades sóricas, Erineu, Citínio, Boio, Lileu, Carfeia e Dríope. Lileu (Lilaeum ou Lilaea) parece ter sido uma cidade dórica durante a invasão persa, já que ela não foi mencionada entre as cidades fócias destruídas por Xerxes I; Carfeia provavelmente é Escarfeia, próxima às Termópilas; e Driope provavelmente se referia ao país habitado pelos dríopes. Em determinado momento da história os dórios parecem ter habitado um território que se estendia do monte Eta até o litoral, tanto pelos relatos citados anteriormente quanto pela declaração do geógrafo Cílax, que menciona Λιμοδωριεῖς (Limodorieis).
Entre as cidades dóricas, Hecateu mencionou Ânfanas, chamada de Anfaneia por Teopompo. Lívio coloca Tritono e Drimas na Dórida, que são evidentemente as mesmas cidades posteriormente mencionadas como pertencendo à Fócida. Havia um importante passo de montanha que levava, através do Parnasso, da Dórida para Anfissa, no país dos lócrios ózolas; logo no começo deste passo encontrava-se a cidade dória de Citínio.
Segundo a mitologia grega, a Dórida teria se chamado originalmente Dríope pelos seus habitantes anteriores, os dríopes, que teriam sido expulsos daquela região por Héracles e pelos málios. Seu nome veio com os dórios, que migraram para lá com a conquista do Peloponeso; por este motivo, o país também foi chamado de Metrópole dos Dórios Peloponésios e os lacedemônios, como representantes do principal dos Estados de origem dórica, por mais de uma vez enviaram assistência à 'metrópole' quando esta foi atacada pelos fócios e por outros vizinhos.

## História
No período clássico a totalidade das partes orientais e meridionais do Peloponeso estavam sob o domínio dos dórios. Já próximo ao istmo de Corinto encontrava-se Mégara, cujo território se estendia para norte do istmo, de um mar a outro; em seguida vinha a própria Corinto e, ao seu oeste, Sicião. Ao sul destas duas cidades estavam Fliunte e Cleonas, e a península da Argólida estava dividida entre Argos, Epidauro, Trézen e Hermíone. Esta última, no entanto, era habitada pelos dríopes, e não pelos dóricos. No golfo Sarônico, a Egina foi povoada pelos dórios. Ao sul do território argivo estava a Lacônia, e a seu oeste a Messênia, ambos territórios dominados pelos dórios; o rio Neda, que separava a Messênia da Trifília, que fazia parte da Élida, em seu sentido mais amplo, era a fronteira dos Estados dóricos no lado ocidental da península. Os distritos mencionados acima são representados nos poemas homéricos como sedes das grandes monarquias aqueias, e não há qualquer alusão a populações de dórios no Peloponeso nestas obras; o nome dos dórios, na realidade, ocorre apenas uma vez em Homero, e como uma das muitas tribos da ilha de Creta. O silêncio de Homero pode indicar que a conquista dórica do Peloponeso pode ter acontecido durante um período posterior à vida de Homero e, consequentemente, deveria ser atribuída a uma data posterior à que costuma receber.
Do Peloponeso os dórios se espalharam para diversas partes do mar Egeu e das regiões vizinhas. Colônias foram fundadas, ainda durante os períodos semilendários, nas ilhas de Creta, Melos, Tera, Rodes, Cós e a antiga Dórida (localizada na costa sudoeste da atual Turquia). No mesmo período fundaram, na costa da Cária, as cidades de Cnido e Halicarnasso; estas duas cidades, juntamente com Cós e as três cidades ródias de Lindos, Iáliso e Camiro, formaram uma confederação chamada costumeiramente de Hexápole Dórica. Os membros desta hexápole costumavam celebrar um festival, com a realização de jogos festivos, sobre o promontório Tríope (próximo a Cnido), em homenagem ao Apolo Tríope. Os prêmios destes jogos costumavam ser tripés de metal, que os vencedores tinham utilizar em sacrifícios no templo do deus. Halicarnasso foi eliminada da liga porque um de seus cidadãos levou o tripé para sua própria casa, em vez de deixá-lo no templo; a hexápole tornou-se então uma pentápole.
As colônias dóricas fundaram, por sua vez, outras colônias, já em tempos históricos. Corinto, a principal cidade comercial dos dórios, colonizou Corcira, além de diversas cidades na costa oeste da Grécia, das quais Ambrácia, Anactório, Leucas e Apolônia foram as mais importantes. Epidamno, mais ao norte, também foi uma colônia dórica, fundada por córciros. Na Sicília podem ser encontradas diversas cidades dóricas de relativo poder: Siracusa, fundada por Corinto, Hibleia, fundada por Mégara, Gela, por ródios e cretenses, Zancle, posteriormente ocupada por messênios, e conhecida como Messina, Agrigento, fundada por Gela, e Selino, pela Hibleia Mégara. No sul da Itália havia a grande cidade dórica de Tarento, fundada pelos lacedemônios. Já nos mares orientais também havia algumas cidades de origem dórica: Potideia, na península da Calcídica, havia sido fundada por Corinto; e Selímbria, Calcedônia e Bizâncio foram fundadas por Mégara.
Com a invasão das tropas de Xerxes, a Dórida se submeteu aos persas, e consequentemente suas cidades foram poupadas. Na sequência, como mencionado anteriormente, foram auxiliados pelos lacedemônios, ao serem atacados pelos seus vizinhos mais poderosos, os fócios, e suas tribos vizinhas. As cidades dóricas sofreram muito nas guerras fócias, etólias e macedônicas, a tal ponto que era surpreendente para Estrabão que ainda existisse algum traço delas durante o período romano. As cidades também foram mencionadas por Plínio, o Velho.